# Remo nos Jogos Pan-Americanos de 2019 - Skiff duplo masculino
A competição do skiff duplo masculino foi um dos eventos do remo nos Jogos Pan-Americanos de 2019. Foi disputada no Albufera Medio Mundo, em Huacho, nos dias 6 e 8 de agosto.

## Calendário
Horário local (UTC-5).
| Data        | Horário | Fase          |
| ----------- | ------- | ------------- |
| 6 de agosto | 9:10    | Eliminatórias |
| 6 de agosto | 16:00   | Repescagem    |
| 8 de agosto | 9:20    | Final A       |

## Medalhistas
| Ouro   | ARG Rodrigo Murillo e Cristian Rosso |
| Prata  | CUB Boris Guerra e Adrián Oquendo    |
| Bronze | BRA Uncas Batista e Lucas Verthein   |

## Resultados

### Eliminatórias
Bateria 1
| Pos. | Remador                          | Nacionalidade | Tempo   | Notas |
| ---- | -------------------------------- | ------------- | ------- | ----- |
| 1    | Rodrigo Murillo Cristian Rosso   | ARG Argentina | 6:27.82 | FA    |
| 2    | Oscar Vásquez Francisco Lapostol | CHI Chile     | 6:36.04 | R     |
| 3    | Leandro Rodas Martín Zocalo      | URU Uruguai   | 6:44.62 | R     |
| 4    | José Guipe Jakson Vicent         | VEN Venezuela | 6:51.09 | R     |
| 5    | André Simsch Diego Vallejo       | MEX México    | 6:56.70 | R     |
| 6    | Arturo Rivarola Franco Chiola    | PAR Paraguai  | 7:03.93 | R     |

Bateria 2
| Pos. | Remador                       | Nacionalidade      | Tempo   | Notas |
| ---- | ----------------------------- | ------------------ | ------- | ----- |
| 1    | Boris Guerra Adrián Oquendo   | CUB Cuba           | 6:25.78 | FA    |
| 2    | Uncas Batista Lucas Verthein  | BRA Brasil         | 6:32.16 | R     |
| 3    | Álvaro Torres Gerónimo Hamann | PER Peru           | 6:34.04 | R     |
| 4    | Nathan Lado Wesley Vear       | USA Estados Unidos | 6:36.49 | R     |
| 5    | Lucien Brodeur Graham Peeters | CAN Canadá         | 6:53.08 | R     |
| 6    | Eddy Vanega Félix Potoy       | NCA Nicarágua      | 7:00.61 | R     |

### Repescagem
Repescagem 1
| Pos. | Remador                          | Nacionalidade      | Tempo   | Notas |
| ---- | -------------------------------- | ------------------ | ------- | ----- |
| 1    | Álvaro Torres Gerónimo Hamann    | PER Peru           | 6:25.00 | FA    |
| 2    | Oscar Vásquez Francisco Lapostol | CHI Chile          | 6:27.79 | FA    |
| 3    | Nathan Lado Wesley Vear          | USA Estados Unidos | 6:31.96 | FB    |
| 4    | André Simsch Diego Vallejo       | MEX México         | 6:42.23 | FB    |
| 5    | Arturo Rivarola Franco Chiola    | PAR Paraguai       | 6:49.54 | FB    |

Repescagem 2
| Pos. | Remador                       | Nacionalidade | Tempo   | Notas |
| ---- | ----------------------------- | ------------- | ------- | ----- |
| 1    | Lucien Brodeur Graham Peeters | CAN Canadá    | 6:26.77 | FA    |
| 2    | Uncas Batista Lucas Verthein  | BRA Brasil    | 6:27.46 | FA    |
| 3    | Leandro Rodas Martín Zocalo   | URU Uruguai   | 6:29.25 | FB    |
| 4    | Eddy Vanega Félix Potoy       | NCA Nicarágua | 6:48.75 | FB    |
| 5    | José Guipe Jakson Vicent      | VEN Venezuela | 6:59.10 | FB    |

### Final
Final B
| Pos. | Remador                       | Nacionalidade      | Tempo   | Notas |
| ---- | ----------------------------- | ------------------ | ------- | ----- |
| 7    | Leandro Rodas Martín Zocalo   | URU Uruguai        | 6:37.55 |       |
| 8    | Nathan Lado Wesley Vear       | USA Estados Unidos | 6:37.81 |       |
| 9    | André Simsch Diego Vallego    | MEX México         | 6:50.69 |       |
| 10   | José Guipe Jakson Vicent      | VEN Venezuela      | 6:52.98 |       |
| 11   | Eddy Vanega Félix Potoy       | NCA Nicarágua      | 7:08.66 |       |
| 12   | Arturo Rivarola Franco Chiola | PAR Paraguai       | DNS     |       |

Final A
| Pos.              | Remador                          | Nacionalidade | Tempo   | Notas |
| ----------------- | -------------------------------- | ------------- | ------- | ----- |
| Medalha de ouro   | Rodrigo Murillo Cristian Rosso   | ARG Argentina | 6:25.16 |       |
| Medalha de prata  | Boris Guerra Adrián Oquendo      | CUB Cuba      | 6:27.43 |       |
| Medalha de bronze | Uncas Batista Lucas Verthein     | BRA Brasil    | 6:29.72 |       |
| 4                 | Oscar Vásquez Francisco Lapostol | CHI Chile     | 6:30.91 |       |
| 5                 | Álvaro Torres Gerónimo Hamann    | PER Peru      | 6:33.56 |       |
| 6                 | Lucien Brodeur Graham Peeters    | CAN Canadá    | 6:42.33 |       |